# Sergio Pola
Sergio Pola (Treviso, 1º novembre 1674 – Treviso, 9 febbraio 1748) è stato un vescovo cattolico italiano.

## Biografia
Nacque a Treviso dalla nobile famiglia dei conti Pola.
Il 19 luglio 1706 fu nominato vescovo titolare di Famagosta.
Partecipò al processo di beatificazione del cardinale Gregorio Barbarigo (effettivamente beatificato il 16 luglio 1761 e poi canonizzato il 26 maggio 1960).

## Genealogia episcopale
La genealogia episcopale è:
- Cardinale Guillaume d'Estouteville, O.S.B.Clun.
- Papa Sisto IV
- Papa Giulio II
- Cardinale Raffaele Sansone Riario
- Papa Leone X
- Papa Paolo III
- Cardinale Francesco Pisani
- Cardinale Alfonso Gesualdo di Conza
- Papa Clemente VIII
- Cardinale Pietro Aldobrandini
- Vescovo Laudivio Zacchia
- Cardinale Antonio Barberini
- Cardinale Alessandro Cesarini
- Cardinale Alessandro Crescenzi, C.R.S.
- Cardinale Giambattista Rubini
- Cardinale Giorgio Corner
- Vescovo Sergio Pola